# يوريك
يوريك ابن ثيودوريك الأول والمعروف أيضًا بأسم يفيريك هو ملك القوط الغربيين من 466 وحتى وفاته 484 بعد قتله لشقيقه ثيودوريك الثاني.

## فترة الحكم
ورث يوريك جزءًا كبيرًا من ممتلكات القوط الغربيين في منطقة آكيتاين في بلاد الغال مع عاصمته تولوز، وهي منطقة كانت تحت سيطرة القوط الغربيين منذ عام 415 على مدى العقود، وسع القوط الغربيون تدريجيًا ممتلكاتهم على حساب الرومان في فترة ضعف حكومتهم، ومن أحداث التي جرت أثناء التوسع هو حصار يوريك لكليرمون بين 475 و476، ومن ثم التقدم في هسبانيا بعد هذا الحصار.
وبعد أن أصبح ملكًا ، هزم يوريك العديد من ملوك وزعماء القوط الغربيين الآخرين في سلسلة من الحروب الأهلية وسرعان ما أصبح أول حاكم لأمة القوط الغربيين الموحدة فعلًا. مستفيدًا من المشاكل بين الرومان وضعفهم في الحكم، ووسع قوة القوط الغربيين في هسبانيا، ودفع السويبيين إلى شمال غرب أيبيريا. وعندما انتهت الإمبراطورية الرومانية الغربية عام 476، سيطر على شبه الجزيرة الأيبيرية بأكملها.
وفي عام 469 أو 470، هزم يوريك الملك البريطاني ريوثاموس في ديول ووسع مملكته إلى الشمال، فقد وصلت حدودها حتى نهر لوار، وعبر إقليم سيغريوس. وهزم يوريك الجيش الروماني في معركة عرفت بمعركة آرل عام 471، قتل فيها نجل الإمبراطور الروماني أنثيميوس.
كان ملوك القوط الغربيين السابقين يحكمون اسميًا تحت سيطرة الإمبراطورية الرومانية، لكن يوريك كان أول من أعلن استقلاله التام لمملكته. بعد أن أجبر عام 475 الإمبراطور الروماني الغربي يوليوس نيبوس على الاعتراف باستقلاله الكامل في مقابل عودة منطقة بروفانس في بلاد الغال للرومان. ثم تعهد المواطنون الرومانيون في هيسبانيا بالولاء ليوريك ، واعترفوا به كملك عليهم. في نفس العام استسلمت مدينة كليرمون فيران له بعد حصار طويل، ورفع أسقفها سيدونيوس أبوليناريس دعوى من أجل السلام.
كان يوريك واحدًا من أكثر الملوك القوط الغربيين علمًا وكان أول من قام رسميًا بتدوين القوانين (دساتير) في بلاده. ومن المحتمل أن يكون دستور يوريك قد صدر في حوالي 476 ، والذي يقنن القوانين التقليدية التي عُهد بها إلى ذاكرة المتخصصين المعينين الذين تعلموا كل مادة عن ظهر قلب. ووظف العديد من نبلاء جالو رومان في بلاطه مثل ليو ناربون.
عند وفاة يوريك لأسباب طبيعية في عام 484، كانت مملكة القوط الغربيين تضم ثلث فرنسا الحديثة وتقريباً كل مناطق أيبيريا (أي باستثناء منطقة غاليسيا)، ثم توسعت حتى حوض نهر دورو في البرتغال الحالية ثم حكمها السويبيون.